# 天廪二
金牛座4，又名BD+10 452，HD 21686、SAO 93463、HR 1061，是金牛座的一颗恒星，视星等为5.14，位于銀經173.32，銀緯-35.55，其B1900.0坐标为赤經3h 24m 56.4s，赤緯+10° -35.55′ 37″。